# Austrian International 2014
Die Austrian International 2014 fanden vom 19. bis zum 22. Februar 2014 in Wien statt. Es war die 43. Austragung dieser offenen internationalen Meisterschaften von Österreich im Badminton.

## Austragungsort
- Wiener Stadthalle B, Vogelweidplatz 14

## Sieger und Platzierte
| Disziplin    | Gold                                  | Silber                             | Bronze                           |
| ------------ | ------------------------------------- | ---------------------------------- | -------------------------------- |
| Herreneinzel | Sourabh Varma                         | Andre Kurniawan Tedjono            | Hsu Jen-hao                      |
| Herreneinzel | Sourabh Varma                         | Andre Kurniawan Tedjono            | Rasmus Fladberg                  |
| Dameneinzel  | Pai Hsiao-ma                          | Cheng Chi-ya                       | Maria Febe Kusumastuti           |
| Dameneinzel  | Pai Hsiao-ma                          | Cheng Chi-ya                       | Jia Wei                          |
| Herrendoppel | Chen Hung-ling Lu Chia-bin            | Liang Jui-wei Liao Kuan-hao        | Chris Coles Matthew Nottingham   |
| Herrendoppel | Chen Hung-ling Lu Chia-bin            | Liang Jui-wei Liao Kuan-hao        | Gan Teik Chai Ong Soon Hock      |
| Damendoppel  | Gabriela Stoeva Stefani Stoeva        | Olga Golovanova Viktoriia Vorobeva | Wu Qianqian Xia Chunyu           |
| Damendoppel  | Gabriela Stoeva Stefani Stoeva        | Olga Golovanova Viktoriia Vorobeva | Irina Khlebko Ksenia Polikarpova |
| Mixed        | Robert Mateusiak Agnieszka Wojtkowska | Chan Peng Soon Lai Pei Jing        | Chen Hung-ling Wu Ti-jung        |
| Mixed        | Robert Mateusiak Agnieszka Wojtkowska | Chan Peng Soon Lai Pei Jing        | Chris Coles Alyssa Lim           |